# DHL 인터내셔널 에이비에이션 ME
DHL 인터내셔널 에이비에이션 ME(영어: DHL International Aviation ME) 또는 SNAS/DHL은 바레인의 화물 항공사로 바레인 국제공항이 허브 공항으로 1979년에 설립되었고 주로 화물 항공편을 제공한다. 주로 중동, 파키스탄, 이라크, 아프가니스탄에 취항하고 있다.

## 보유 기종
- 2015년 10월 기준으로 DHL 인터내셔널 에이비에이션 ME는 다음과 같은 기종을 보유하고 있다.[5][6]

## 사건 및 사고
- 2002년 7월 1일, 러시아 우파에서 스페인 바르셀로나로 향하던 바시키르 항공 2937편 항공기와 바레인 소속 DHL 인터내셔널 에이비에이션 ME 보잉 757-200PF 화물기와 스위스 상공에서 공중 충돌하여 71명 전원 사망했다.

## 같이 보기
- 바레인의 항공사 목록